# Крукувка (Лодзинське воєводство)
Крукувка (пол. Krukówka) — село в Польщі, у гміні Біла-Равська Равського повіту Лодзинського воєводства.
Населення — 113 осіб (2011).
У 1975-1998 роках село належало до Скерневицького воєводства.

## Демографія
Демографічна структура станом на 31 березня 2011 року:
|          | Загалом | Допрацездатний вік | Працездатний вік | Постпрацездатний вік |
| -------- | ------- | ------------------ | ---------------- | -------------------- |
| Чоловіки | 51      | 12                 | 36               | 3                    |
| Жінки    | 62      | 18                 | 31               | 13                   |
| Разом    | 113     | 30                 | 67               | 16                   |